# Lipica
Lipica (italsky Lippizza) je sídlo na západě Slovinska, které je součástí územně-správní jednotky (občiny) Sežana.

## Historie a současnost
Historie Lipice je spojena s habsburskou monarchií, v jejímž rámci byla součástí území města Terstu, přičemž náležela (a stále náleží) do katastrálního území Bazovica. Název Lipice je odvozen od lípy, která v okolí roste. Od názvu sídla je odvozen název plemene lipicánů. V roce 1581 bylo rozhodnuto o koupi koní ve Španělsku a pro jejich chov byla zvolena právě Lipice s ohledem na skutečnost, že zdejší klima je podobné španělskému. Místní koňské plemeno, lipicáni, bylo vyšlechtěno za vlády Marie Terezie.
Po první světové válce připadl Terst včetně Lipice Itálii, v roce 1947 byla Lipica od Terstu a Itálie oddělena a připojena k Jugoslávii, respektive Slovinsku, přičemž došlo k rozdělení katastrálního území Bazovica na dvě části, z nichž druhá část zůstala nadále součástí Terstu; obdobný osud potkal též sousední katastrální území Gropada a Trebče (rovněž původně zcela patřící k Terstu), přičemž na slovinských pozemcích katastrálního území Gropada dosud neexistuje žádná zástavba.